# Daniel Boys
Daniel Boys (Yateley, 26 marzo 1979) è un attore inglese.

## Biografia
Dopo la laurea alla Guildford School of Acting nel 2001, fece il suo debutto sulle scene nella tournée britannica del musical Premio Pulitzer Rent, che terminò al Prince of Wales Theatre del West End londinese, dove Boys fu promosso al ruolo del protagonista e narratore Mark. L'anno successivo tornò in tour con il musical di Andrew Lloyd Webber Sunset Boulevard, prima di tornare a Londra in un revival del musical Grease, in cui interpretò Roger per oltre un anno. Boys rimase nel cast anche nel tour nipponico e scandinavo del musical, questa volta nel ruolo di Doody. Nel 2007 recitò nella parte di Anthony Hope in uno speciale allestimento semiscenico di Sweeney Todd: The Demon Barber of Fleet Street alla Royal Festival Hall, con Maria Friedman, Bryn Terfel, Emma Williams, Daniel Evans, Philip Quast e Rosemary Ashe.
Nel 2007 partecipò al talent show della BBC Any Dream Will Do, con lo scopo di selezionare il protagonista di un nuovo revival di Joseph, ma Boys fu il settimo concorrente ad essere elimato. Nel 2008 tornò sulle scene londinesi con il musical Avenue Q, nel cui cast rimase per due anni interpretando il duplice ruolo principale di Rod e Princeton. Nel 2009 cantò con John Barrowman nella tournée del cantante, cantando con lui "I Know Him So Well". Nel 2011 recitò nella prima britannica di Ordinary Days ai Trafalgar Studios di Londra e recitò con Kerry Ellis nella tournée per il quarantesimo anniversario del musical Godspell, in cui interpretava Giuda Iscariota. Nel 2014 tornò nel West End con il musical Spamalot, in cui interpretava Lancillotto, mentre nel 2016 recitò a Londra e nel tour britannico della pièce The Boys in the Band con Mark Gatiss. Nel 2019 recita nella prima britannica del musical Falsettos, nel ruolo del protagonista Marvin.
Daniel Boys è dichiaratamente gay.

## Filmografia

### Cinema
- Boys On Film 11: We Are Animals, regia di Magnus Mork (2014)

### Televisione
- Holby City - serie TV, 1 episodio (2015)
- Il giovane ispettore Morse - serie TV, 1 episodio (2019)